# النور کاستیا
النور کاستیا (انگلیسی: Eleanor of Castile) ملکه انگلستان و اولین همسر ادوارد یکم بود. ازدواج او با ادوارد بنا بر یک معاملهٔ سیاسی، با هدف تأیید و ابقای حاکمیت انگلستان بر منطقهٔ گسکونی شکل گرفت. النور سفرهای بسیاری به همراه همسرش داشت و حتی در لشکرکشی نهمین جنگ صلیبی به همراه وی بود و زمانی که در عکا، شوهر وی مجروح گردید داستان‌های عامیانه و محبوبی شکل گرفت حاکی از اینکه النور با مکیدن سم از بدن مجروح شوهرش باعث نجات جان ادوارد گردید. پس از مرگ النور در نزدیکی لینکلن، ادوارد دستور داد تا ستون‌های صلیبی و یادبود را در هر مکان توقف تا رسیدن به چرینگ کراس نصب نمایند که بقایای بازمانده از آن‌ها امروزه نیز وجود دارد و مشهور به صلیب النور می‌باشند.

## زندگی

### ولادت
النور در بورگوس به دنیا آمد. پدر وی فرناندوی سوم، پادشاه کاستیا و مادرش ژوان، کنتس پونتیو بود. او پس از مادربزرگش، النور انگلستان، ملکه کاستیا به این نام شهره گشت. النور دومین فرزند از ۵ فرزند فردیناند و ژوان بود. برادر بزرگترش، فردیناند در سال ۱۲۳۹ و برادر کوچکتر وی نیز در سال ۱۲۴۲ متولد گردید. چنین به نظر می‌رسد که النور آموزش‌های مختلفی را به دلیل عضویت در خاندان سلطنتی از سر گذرانده که بسیار بالاتر از حد طبیعی است و همچنین فعالیت‌ها و داشته‌های ادبی وی نیز به عنوان یک ملکه مورد توجه و تقویت قرار می‌گیرد. در سال ۱۲۵۲ هنگامی که پدرش در سویل با مرگ دست و پنجه نرم می‌کرد، النور بر بالین وی حاضر بود.

## دومین نبرد بارون‌ها
در دهه ۱۲۶۰، زمانی که انگلستان درگیر دومین نبرد بارون‌ها بود، پادشاهی بین هنری سوم و بارون‌هایش تقسیم گردید. در طول این زمان النور به‌طور کاملاً فعالانه از ادوارد حمایت کرد. وی حتی پا را فراتر از این گذاشت و کمانداران شهرستان مادری‌اش یعنی پونتیو را فراخواند. با همهٔ این احوال شایعاتی وجود دارد مبنی بر اینکه برای احتراز از خطر در طول جنگ، به فرانسه فرستاده شد که صحت ندارد و وی به‌طور کامل در انگلستان حضور داشته و در این احوال مراقب قلعه ویندسور و زندانیان بارونی بوده.

## نگارخانه

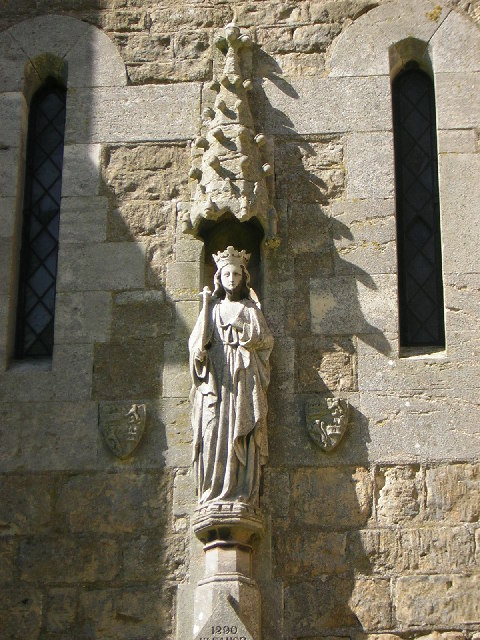
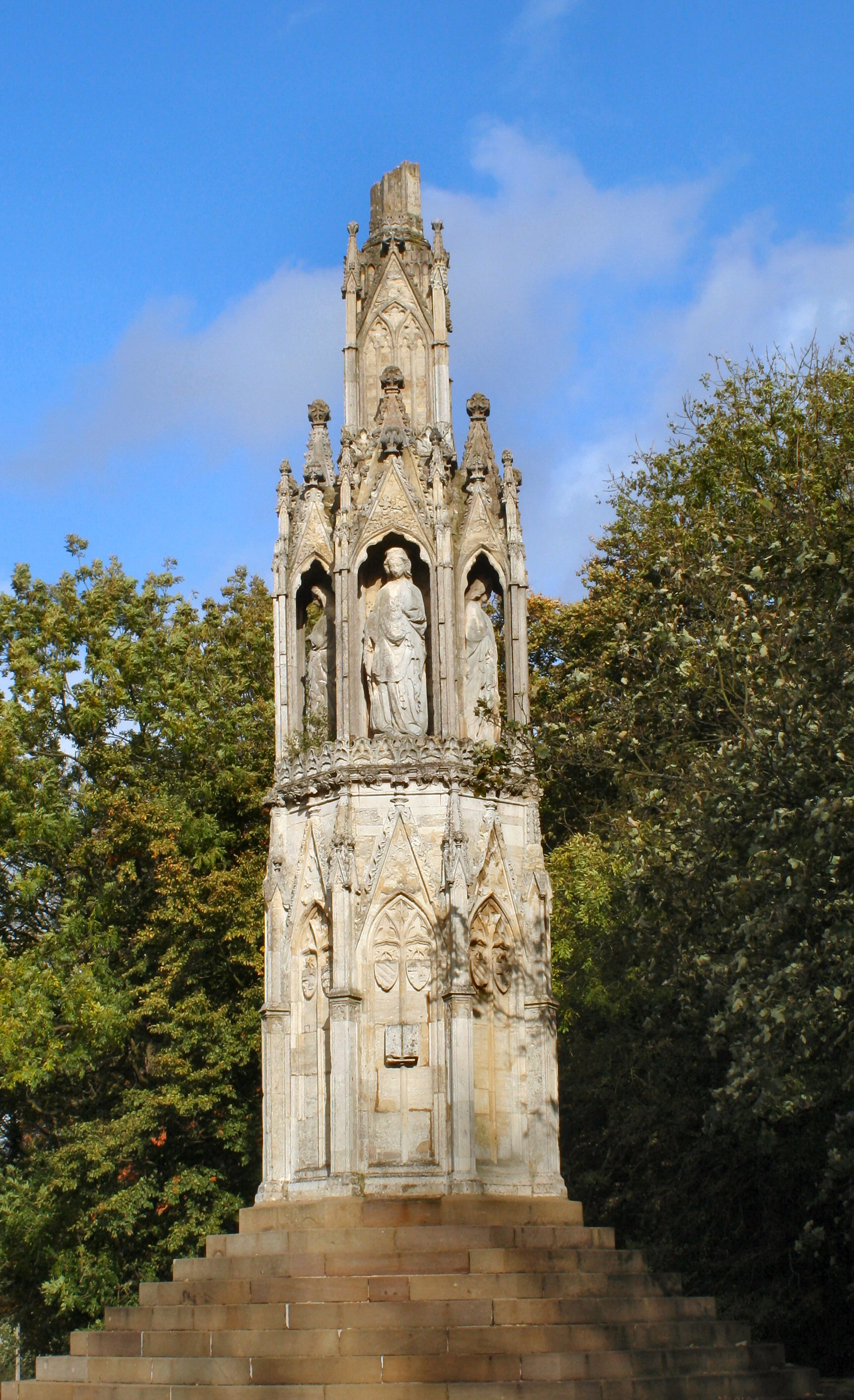
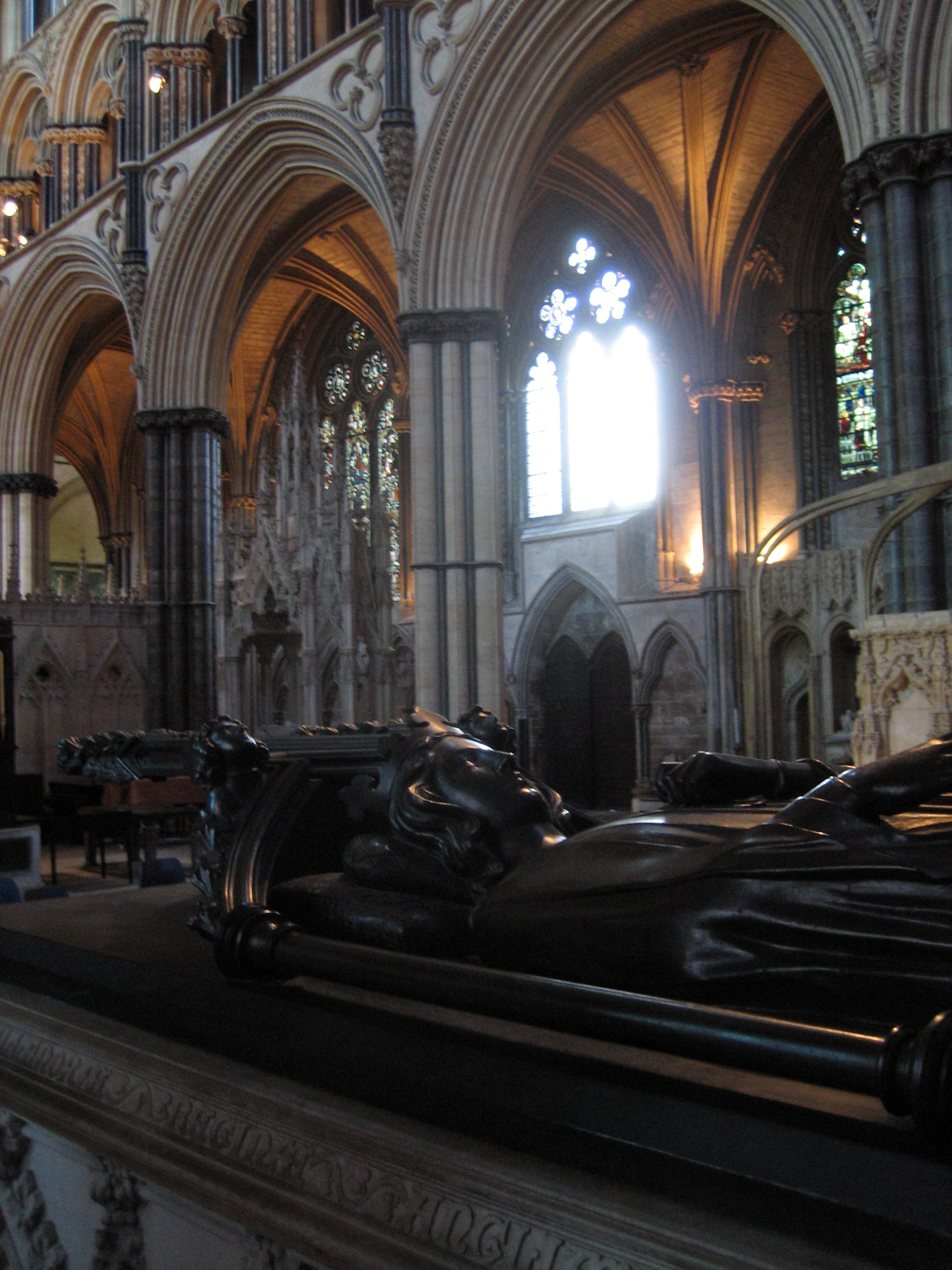